# يسبر نوردين
يسبر نوردين (بالسويدية: Jesper Nordin)‏ هو ملحن سويدي، ولد في 1971.

## وصلات خارجية
- يسبر نوردين على موقع ميوزك برينز (الإنجليزية)